# Samuel Safo Tchofo
Samuel Safo Tchofo est un ingénieur, ancien patron et inventeur camerounais. Il est connu pour avoir conçu et mis au point une décortiqueuse de graine de courges (pistache).

## Biographie

### Enfance, éducation et débuts
Formé à l'école polytechnique de Yaoundé, il est ingénieur en électromécanique.

### Carrière
Samuel Safo Tchofo a occupé des fonctions de manager dans des multinationales au Cameroun et en dehors,.
Il est aussi consultant pour des organismes internationaux,.

### Inventeur d'une ligne de décorticage
| Vidéos externes | |
|                 | https://www.youtube.com/watch?v=WTHd8nuB8-o 52 Min pour comprendre du 03 08 2018 avec Samuel Safo Tchoffo                  |
|                 | https://www.youtube.com/watch?v=CLj3jWzwY9U Une Autre Invention Camerounaise, Samuel Safo (JMTV+) \| 7 déc. 2020\|JMTVPLUS |

Il est connu pour avoir conçu et mis au point une décortiqueuse de graine de courges (pistache). Fruit de 27 années de travail, il protège son invention par un brevet africain. Il se concentre depuis lors sur les processus de transformation en aval de ces graines, l'identification de leurs vertus et leurs commercialisations,,.